# Nicolás Tagliafico
Nicolás Alejandro Tagliafico (Rafael Calzada, 31 agosto 1992) è un calciatore argentino, difensore dell'Olympique Lione e della nazionale argentina, con cui è diventato campione del mondo nel 2022 e campione del Sud America nel 2021 e nel 2024.

## Biografia
Tagliafico possiede la cittadinanza italiana in virtù delle origini liguri della famiglia paterna e calabresi del ramo materno.

## Caratteristiche tecniche
Terzino mancino di grande corsa e buona tecnica individuale, è particolarmente abile nella fase offensiva e nei cross.

## Carriera

### Club

#### L'esordio al Banfield
Inizia la sua carriera da calciatore quando l'11 marzo 2010, con la maglia del Banfield, debutta in occasione del match di campionato contro il Tigre.

#### L'arrivo in Europa: Ajax
Dopo aver passato la maggior parte della carriera in patria, nel gennaio 2018 viene acquistato dall'Ajax nei Paesi Bassi, debuttando così in uno dei massimi campionati del calcio europeo. Il 19 settembre dello stesso anno segna una doppietta al debutto in Champions League contro l'AEK Atene (3-0). È uno dei protagonisti della grande stagione dell’Ajax che arriva fino alla semifinale di Champions League e vince Coppa d’Olanda e campionato. Il 13 settembre 2020 arriva a quota 100 partite giocate in tutto con i lancieri in occasione di Sparta-Ajax 0-1. Diventato ormai un punto fermo del club olandese, indossa anche la fascia da capitano quando non gioca Dušan Tadić. In tutto con la maglia dell’Ajax in quattro anni mette insieme 169 presenze e 16 gol vincendo 6 trofei.

#### Olympique Lione
Il 23 luglio 2022 viene acquistato dall'Olympique Lione per 4,2 milioni di euro.

### Nazionale

#### Nazionali giovanili
Nel 2007 ottiene la sua prima convocazione con l'Under-15 e, dopo aver partecipato a varie amichevoli, viene convocato dal CT dell'Under-17 nel 2009, dove colleziona 5 presenze. Nel 2011 partecipa, con l'Under-20, al campionato mondiale Under-20 organizzato in Colombia. Debutta il 30 luglio durante il match giocato contro il Messico Under-20; a fine torneo colleziona 5 presenze e nessuna rete segnata. Sempre nello stesso anno partecipa, con l'Under-20, al campionato sudamericano Under-20 da giocare in Perù. Il 19 gennaio ottiene la sua prima espulsione in carriera durante il match contro la squadra organizzatrice del torneo, il Perù Under-20. Il 4 febbraio realizza la sua prima rete in carriera in occasione del match contro il Cile Under-20; conclude il torneo con 7 partite giocate e un solo gol segnato.

#### Nazionale maggiore
Debutta in nazionale maggiore il 9 giugno 2017 nell'amichevole contro il Brasile vinta per 1-0. L'anno successivo viene convocato per i deludenti Mondiali di Russia 2018, in cui è il titolare sulla fascia sinistra della squadra sudamericana in tutte e 4 le sfide, compresa la quarta, nella quale l'Albiceleste esce agli ottavi per 4-3.
Il 12 settembre 2023 segna la sua prima marcatura in albiceleste, nella gara vinta 3-0 contro la Bolivia valida per le qualificazioni ai Mondiali 2026.

## Statistiche

### Presenze e reti nei club
Statistiche aggiornate al 17 maggio 2025.
| Stagione               | Squadra                | Campionato             | Campionato | Campionato | Coppe nazionali | Coppe nazionali | Coppe nazionali | Coppe continentali | Coppe continentali | Coppe continentali | Altre coppe | Altre coppe | Altre coppe | Totale | Totale |
| Stagione               | Squadra                | Comp                   | Pres       | Reti       | Comp            | Pres            | Reti            | Comp               | Pres               | Reti               | Comp        | Pres        | Reti        | Pres   | Reti   |
| ---------------------- | ---------------------- | ---------------------- | ---------- | ---------- | --------------- | --------------- | --------------- | ------------------ | ------------------ | ------------------ | ----------- | ----------- | ----------- | ------ | ------ |
| 2010-2011              | Banfield               | PD                     | 9          | 0          | CA              | 0               | 0               | -                  | -                  | -                  | -           | -           | -           | 9      | 0      |
| 2011-2012              | Banfield               | PD                     | 33         | 1          | CA              | 0               | 0               | -                  | -                  | -                  | -           | -           | -           | 33     | 1      |
| 2012-2013              | Real Murcia            | SD                     | 27         | 0          | CR              | 1               | 0               | -                  | -                  | -                  | -           | -           | -           | 28     | 0      |
| 2013-2014              | Banfield               | PBN                    | 34         | 0          | CA              | 2               | 1               | -                  | -                  | -                  | -           | -           | -           | 36     | 1      |
| 2014                   | Banfield               | PBN                    | 14         | 1          | CA              | 0               | 0               | -                  | -                  | -                  | -           | -           | -           | 14     | 1      |
| Totale Banfield        | Totale Banfield        | Totale Banfield        | 90         | 2          |                 | 2               | 1               |                    | -                  | -                  |             | -           | -           | 92     | 3      |
| 2015                   | Independiente          | PD                     | 31         | 1          | CA              | 2               | 0               | CS                 | 6                  | 0                  | -           | -           | -           | 39     | 1      |
| 2016                   | Independiente          | PD                     | 16         | 1          | CA              | 2               | 0               | CS                 | 4                  | 0                  | -           | -           | -           | 22     | 1      |
| 2016-2017              | Independiente          | PD                     | 29         | 0          | CA              | 1               | 0               | CS                 | 11                 | 0                  | -           | -           | -           | 41     | 0      |
| 2017-gen. 2018         | Independiente          | PD                     | 9          | 0          | CA              | 1               | 0               | -                  | -                  | -                  | -           | -           | -           | 10     | 0      |
| Totale Independiente   | Totale Independiente   | Totale Independiente   | 85         | 2          |                 | 6               | 0               |                    | 21                 | 0                  |             | -           | -           | 112    | 2      |
| gen.-giu. 2018         | Ajax                   | ED                     | 15         | 1          | CO              | 0               | 0               | -                  | -                  | -                  | -           | -           | -           | 15     | 1      |
| 2018-2019              | Ajax                   | ED                     | 29         | 2          | CO              | 2               | 1               | UCL                | 15                 | 3                  | -           | -           | -           | 46     | 6      |
| 2019-2020              | Ajax                   | ED                     | 24         | 3          | CO              | 3               | 0               | UCL+UEL            | 10+1               | 2+0                | SO          | 0           | 0           | 38     | 5      |
| 2020-2021              | Ajax                   | ED                     | 25         | 1          | CO              | 4               | 0               | UCL+UEL            | 6+5                | 0                  | -           | -           | -           | 40     | 1      |
| 2021-2022              | Ajax                   | ED                     | 22         | 2          | CO              | 4               | 1               | UCL                | 3                  | 0                  | SO          | 1           | 0           | 30     | 3      |
| Totale Ajax            | Totale Ajax            | Totale Ajax            | 115        | 9          |                 | 13              | 2               |                    | 40                 | 5                  |             | 1           | 0           | 169    | 16     |
| 2022-2023              | Olympique Lione        | L1                     | 34         | 1          | CF              | 4               | 0               | -                  | -                  | -                  | -           | -           | -           | 38     | 1      |
| 2023-2024              | Olympique Lione        | L1                     | 25         | 3          | CF              | 6               | 0               | -                  | -                  | -                  | -           | -           | -           | 31     | 3      |
| 2024-2025              | Olympique Lione        | L1                     | 24         | 3          | CF              | -               | -               | UEL                | 9                  | 2                  | -           | -           | -           | 33     | 5      |
| Totale Olympique Lione | Totale Olympique Lione | Totale Olympique Lione | 83         | 7          |                 | 10              | 0               |                    | 9                  | 2                  |             | -           | -           | 102    | 9      |
| Totale carriera        | Totale carriera        | Totale carriera        | 400        | 20         |                 | 32              | 3               |                    | 70                 | 7                  |             | 1           | 0           | 503    | 30     |

### Cronologia presenze e reti in nazionale
| Cronologia completa delle presenze e delle reti in nazionale ― Argentina | Cronologia completa delle presenze e delle reti in nazionale ― Argentina | Cronologia completa delle presenze e delle reti in nazionale ― Argentina | Cronologia completa delle presenze e delle reti in nazionale ― Argentina | Cronologia completa delle presenze e delle reti in nazionale ― Argentina | Cronologia completa delle presenze e delle reti in nazionale ― Argentina | Cronologia completa delle presenze e delle reti in nazionale ― Argentina | Cronologia completa delle presenze e delle reti in nazionale ― Argentina |
| Data                                                                     | Città                                                                    | In casa                                                                  | Risultato                                                                | Ospiti                                                                   | Competizione                                                             | Reti                                                                     | Note                                                                     |
| ------------------------------------------------------------------------ | ------------------------------------------------------------------------ | ------------------------------------------------------------------------ | ------------------------------------------------------------------------ | ------------------------------------------------------------------------ | ------------------------------------------------------------------------ | ------------------------------------------------------------------------ | ------------------------------------------------------------------------ |
| 9-6-2017                                                                 | Melbourne                                                                | Brasile                                                                  | 0 – 1                                                                    | Argentina                                                                | Amichevole                                                               | -                                                                        | 68’                                                                      |
| 23-3-2018                                                                | Manchester                                                               | Argentina                                                                | 2 – 0                                                                    | Italia                                                                   | Amichevole                                                               | -                                                                        |                                                                          |
| 27-3-2018                                                                | Madrid                                                                   | Spagna                                                                   | 6 – 1                                                                    | Argentina                                                                | Amichevole                                                               | -                                                                        | 68’                                                                      |
| 29-5-2018                                                                | Buenos Aires                                                             | Argentina                                                                | 4 – 0                                                                    | Haiti                                                                    | Amichevole                                                               | -                                                                        | 71’                                                                      |
| 16-6-2018                                                                | Mosca                                                                    | Argentina                                                                | 1 – 1                                                                    | Islanda                                                                  | Mondiali 2018 - 1º turno                                                 | -                                                                        |                                                                          |
| 21-6-2018                                                                | Nižnij Novgorod                                                          | Argentina                                                                | 0 – 3                                                                    | Croazia                                                                  | Mondiali 2018 - 1º turno                                                 | -                                                                        |                                                                          |
| 26-6-2018                                                                | San Pietroburgo                                                          | Nigeria                                                                  | 1 – 2                                                                    | Argentina                                                                | Mondiali 2018 - 1º turno                                                 | -                                                                        | 80’                                                                      |
| 30-6-2018                                                                | Kazan'                                                                   | Francia                                                                  | 4 – 3                                                                    | Argentina                                                                | Mondiali 2018 - Ottavi di finale                                         | -                                                                        | 19’                                                                      |
| 7-9-2018                                                                 | Los Angeles                                                              | Argentina                                                                | 3 – 0                                                                    | Guatemala                                                                | Amichevole                                                               | -                                                                        | cap. 79’                                                                 |
| 12-9-2018                                                                | East Rutherford                                                          | Colombia                                                                 | 0 – 0                                                                    | Argentina                                                                | Amichevole                                                               | -                                                                        | cap. 85’                                                                 |
| 16-10-2018                                                               | Gedda                                                                    | Brasile                                                                  | 1 – 0                                                                    | Argentina                                                                | Amichevole                                                               | -                                                                        | 82’                                                                      |
| 16-11-2018                                                               | Córdoba                                                                  | Argentina                                                                | 2 – 0                                                                    | Messico                                                                  | Amichevole                                                               | -                                                                        | cap.                                                                     |
| 22-3-2019                                                                | Madrid                                                                   | Argentina                                                                | 1 – 3                                                                    | Venezuela                                                                | Amichevole                                                               | -                                                                        |                                                                          |
| 8-6-2019                                                                 | San Juan                                                                 | Argentina                                                                | 5 – 1                                                                    | Nicaragua                                                                | Amichevole                                                               | -                                                                        | 56’                                                                      |
| 15-6-2019                                                                | Salvador                                                                 | Argentina                                                                | 0 – 2                                                                    | Colombia                                                                 | Coppa America 2019 - 1º turno                                            | -                                                                        |                                                                          |
| 19-6-2019                                                                | Belo Horizonte                                                           | Argentina                                                                | 1 – 1                                                                    | Paraguay                                                                 | Coppa America 2019 - 1º turno                                            | -                                                                        | 80’                                                                      |
| 23-6-2019                                                                | Porto Alegre                                                             | Qatar                                                                    | 0 – 2                                                                    | Argentina                                                                | Coppa America 2019 - 1º turno                                            | -                                                                        |                                                                          |
| 28-6-2019                                                                | Rio de Janeiro                                                           | Venezuela                                                                | 0 – 2                                                                    | Argentina                                                                | Coppa America 2019 - Quarti di finale                                    | -                                                                        |                                                                          |
| 2-7-2019                                                                 | Belo Horizonte                                                           | Brasile                                                                  | 2 – 0                                                                    | Argentina                                                                | Coppa America 2019 - Semifinale                                          | -                                                                        | 9’ 85’                                                                   |
| 6-7-2019                                                                 | San Paolo                                                                | Argentina                                                                | 2 – 1                                                                    | Cile                                                                     | Coppa America 2019 - Finale 3º posto                                     | -                                                                        | 90+3’                                                                    |
| 5-9-2019                                                                 | Los Angeles                                                              | Cile                                                                     | 0 – 0                                                                    | Argentina                                                                | Amichevole                                                               | -                                                                        | 57’ 75’                                                                  |
| 10-9-2019                                                                | San Antonio                                                              | Argentina                                                                | 4 – 0                                                                    | Messico                                                                  | Amichevole                                                               | -                                                                        |                                                                          |
| 9-10-2019                                                                | Dortmund                                                                 | Germania                                                                 | 2 – 2                                                                    | Argentina                                                                | Amichevole                                                               | -                                                                        |                                                                          |
| 15-11-2019                                                               | Riyad                                                                    | Brasile                                                                  | 0 – 1                                                                    | Argentina                                                                | Amichevole                                                               | -                                                                        | 61’                                                                      |
| 18-11-2019                                                               | Tel Aviv                                                                 | Argentina                                                                | 2 – 2                                                                    | Uruguay                                                                  | Amichevole                                                               | -                                                                        |                                                                          |
| 8-10-2020                                                                | Buenos Aires                                                             | Argentina                                                                | 1 – 0                                                                    | Ecuador                                                                  | Qual. Mondiali 2022                                                      | -                                                                        |                                                                          |
| 13-10-2020                                                               | La Paz                                                                   | Bolivia                                                                  | 1 – 2                                                                    | Argentina                                                                | Qual. Mondiali 2022                                                      | -                                                                        | 16’                                                                      |
| 17-11-2020                                                               | Lima                                                                     | Perù                                                                     | 0 – 2                                                                    | Argentina                                                                | Qual. Mondiali 2022                                                      | -                                                                        |                                                                          |
| 3-6-2021                                                                 | Santiago del Estero                                                      | Argentina                                                                | 1 – 1                                                                    | Cile                                                                     | Qual. Mondiali 2022                                                      | -                                                                        |                                                                          |
| 14-6-2021                                                                | Rio de Janeiro                                                           | Argentina                                                                | 1 – 1                                                                    | Cile                                                                     | Coppa America 2021 - 1º turno                                            | -                                                                        |                                                                          |
| 21-6-2021                                                                | Brasilia                                                                 | Argentina                                                                | 1 – 0                                                                    | Paraguay                                                                 | Coppa America 2021 - 1º turno                                            | -                                                                        |                                                                          |
| 3-7-2021                                                                 | Goiânia                                                                  | Argentina                                                                | 3 – 0                                                                    | Ecuador                                                                  | Coppa America 2021 - Quarti di finale                                    | -                                                                        | 83’                                                                      |
| 6-7-2021                                                                 | Brasilia                                                                 | Argentina                                                                | 1 – 1 dts (3 – 2 dtr)                                                    | Colombia                                                                 | Coppa America 2021 - Semifinale                                          | -                                                                        |                                                                          |
| 10-7-2021                                                                | Rio de Janeiro                                                           | Argentina                                                                | 1 – 0                                                                    | Brasile                                                                  | Coppa America 2021 - Finale                                              | -                                                                        | 63’                                                                      |
| 7-10-2021                                                                | Asunción                                                                 | Paraguay                                                                 | 0 – 0                                                                    | Argentina                                                                | Qual. Mondiali 2022                                                      | -                                                                        | 57’                                                                      |
| 10-10-2021                                                               | Buenos Aires                                                             | Argentina                                                                | 3 – 0                                                                    | Uruguay                                                                  | Qual. Mondiali 2022                                                      | -                                                                        |                                                                          |
| 27-1-2022                                                                | Calama                                                                   | Cile                                                                     | 1 – 2                                                                    | Argentina                                                                | Qual. Mondiali 2022                                                      | -                                                                        | 90+4’                                                                    |
| 25-3-2022                                                                | Buenos Aires                                                             | Argentina                                                                | 3 – 0                                                                    | Venezuela                                                                | Qual. Mondiali 2022                                                      | -                                                                        |                                                                          |
| 29-3-2022                                                                | Guayaquil                                                                | Ecuador                                                                  | 1 – 1                                                                    | Argentina                                                                | Qual. Mondiali 2022                                                      | -                                                                        | 90+1’                                                                    |
| 1-6-2022                                                                 | Londra                                                                   | Italia                                                                   | 0 – 3                                                                    | Argentina                                                                | Coppa dei Campioni CONMEBOL-UEFA 2022                                    | -                                                                        |                                                                          |
| 24-9-2022                                                                | Miami Gardens                                                            | Argentina                                                                | 3 – 0                                                                    | Honduras                                                                 | Amichevole                                                               | -                                                                        |                                                                          |
| 28-9-2022                                                                | Harrison                                                                 | Argentina                                                                | 3 – 0                                                                    | Giamaica                                                                 | Amichevole                                                               | -                                                                        |                                                                          |
| 22-11-2022                                                               | Lusail                                                                   | Argentina                                                                | 1 – 2                                                                    | Arabia Saudita                                                           | Mondiali 2022 - 1º turno                                                 | -                                                                        | 71’                                                                      |
| 30-11-2022                                                               | Doha                                                                     | Polonia                                                                  | 0 – 2                                                                    | Argentina                                                                | Mondiali 2022 - 1º turno                                                 | -                                                                        | 59’                                                                      |
| 3-12-2022                                                                | Al Rayyan                                                                | Argentina                                                                | 2 – 1                                                                    | Australia                                                                | Mondiali 2022 - Ottavi di finale                                         | -                                                                        | 72’                                                                      |
| 9-12-2022                                                                | Lusail                                                                   | Paesi Bassi                                                              | 2 – 2 dts (3 – 4 dtr)                                                    | Argentina                                                                | Mondiali 2022 - Quarti di finale                                         | -                                                                        | 78’                                                                      |
| 13-12-2022                                                               | Lusail                                                                   | Argentina                                                                | 3 – 0                                                                    | Croazia                                                                  | Mondiali 2022 - Semifinale                                               | -                                                                        |                                                                          |
| 18-12-2022                                                               | Lusail                                                                   | Argentina                                                                | 3 – 3 dts (4 – 2 dtr)                                                    | Francia                                                                  | Mondiali 2022 - Finale                                                   | -                                                                        | 120+1’                                                                   |
| 23-3-2023                                                                | Buenos Aires                                                             | Argentina                                                                | 2 – 0                                                                    | Panama                                                                   | Amichevole                                                               | -                                                                        | 69’                                                                      |
| 7-9-2023                                                                 | Buenos Aires                                                             | Argentina                                                                | 1 – 0                                                                    | Ecuador                                                                  | Qual. Mondiali 2026                                                      | -                                                                        |                                                                          |
| 12-9-2023                                                                | La Paz                                                                   | Bolivia                                                                  | 0 – 3                                                                    | Argentina                                                                | Qual. Mondiali 2026                                                      | 1                                                                        |                                                                          |
| 12-10-2023                                                               | Buenos Aires                                                             | Argentina                                                                | 1 – 0                                                                    | Paraguay                                                                 | Qual. Mondiali 2026                                                      | -                                                                        |                                                                          |
| 17-10-2023                                                               | Lima                                                                     | Perù                                                                     | 0 – 2                                                                    | Argentina                                                                | Qual. Mondiali 2026                                                      | -                                                                        | 68’                                                                      |
| 16-11-2023                                                               | Buenos Aires                                                             | Argentina                                                                | 0 – 2                                                                    | Uruguay                                                                  | Qual. Mondiali 2026                                                      | -                                                                        | 80’                                                                      |
| 21-11-2023                                                               | Rio de Janeiro                                                           | Brasile                                                                  | 0 – 1                                                                    | Argentina                                                                | Qual. Mondiali 2026                                                      | -                                                                        | 66’                                                                      |
| 22-3-2024                                                                | Filadelfia                                                               | Argentina                                                                | 3 – 0                                                                    | El Salvador                                                              | Amichevole                                                               | -                                                                        | 56’                                                                      |
| 26-3-2024                                                                | Los Angeles                                                              | Argentina                                                                | 3 – 1                                                                    | Costa Rica                                                               | Amichevole                                                               | -                                                                        |                                                                          |
| 20-6-2024                                                                | Atlanta                                                                  | Argentina                                                                | 2 – 0                                                                    | Canada                                                                   | Coppa America 2024 - 1º turno                                            | -                                                                        | 89’                                                                      |
| 25-6-2024                                                                | East Rutherford                                                          | Cile                                                                     | 0 – 1                                                                    | Argentina                                                                | Coppa America 2024 - 1º turno                                            | -                                                                        | 83’                                                                      |
| 29-6-2024                                                                | Miami Gardens                                                            | Argentina                                                                | 2 – 0                                                                    | Perù                                                                     | Coppa America 2024 - 1º turno                                            | -                                                                        |                                                                          |
| 4-7-2024                                                                 | Houston                                                                  | Argentina                                                                | 1 – 1 (4 – 2 dtr)                                                        | Ecuador                                                                  | Coppa America 2024 - Quarti di finale                                    | -                                                                        | 81’                                                                      |
| 9-7-2024                                                                 | East Rutherford                                                          | Argentina                                                                | 2 – 0                                                                    | Canada                                                                   | Coppa America 2024 - Semifinale                                          | -                                                                        | 64’                                                                      |
| 14-7-2024                                                                | Miami Gardens                                                            | Argentina                                                                | 1 – 0 dts                                                                | Colombia                                                                 | Coppa America 2024 - Finale                                              | -                                                                        |                                                                          |
| 10-10-2024                                                               | Maturín                                                                  | Venezuela                                                                | 1 – 1                                                                    | Argentina                                                                | Qual. Mondiali 2026                                                      | -                                                                        |                                                                          |
| 15-10-2024                                                               | Buenos Aires                                                             | Argentina                                                                | 6 – 0                                                                    | Bolivia                                                                  | Qual. Mondiali 2026                                                      | -                                                                        |                                                                          |
| 14-11-2024                                                               | Asunción                                                                 | Paraguay                                                                 | 2 – 1                                                                    | Argentina                                                                | Qual. Mondiali 2026                                                      | -                                                                        |                                                                          |
| 19-11-2024                                                               | Buenos Aires                                                             | Argentina                                                                | 1 – 0                                                                    | Perù                                                                     | Qual. Mondiali 2026                                                      | -                                                                        |                                                                          |
| 21-3-2025                                                                | Montevideo                                                               | Uruguay                                                                  | 0 – 1                                                                    | Argentina                                                                | Qual. Mondiali 2026                                                      | -                                                                        |                                                                          |
| 25-3-2025                                                                | Buenos Aires                                                             | Argentina                                                                | 4 – 1                                                                    | Brasile                                                                  | Qual. Mondiali 2026                                                      | -                                                                        | 40’ 76’                                                                  |
| 5-6-2025                                                                 | Santiago del Cile                                                        | Cile                                                                     | 0 – 1                                                                    | Argentina                                                                | Qual. Mondiali 2026                                                      | -                                                                        | 59’                                                                      |
| Totale                                                                   |                                                                          | Presenze                                                                 | 70                                                                       |                                                                          | Reti                                                                     | 1                                                                        |                                                                          |

## Palmarès

### Club

#### Competizioni nazionali
- Campionato olandese: 3

Ajax: 2018-2019, 2020-2021, 2021-2022
- Coppa dei Paesi Bassi: 2

Ajax: 2018-2019, 2020-2021
- Supercoppa dei Paesi Bassi: 1

Ajax: 2019

#### Competizioni internazionali
- Coppa Sudamericana: 1

Independiente: 2017

### Nazionale
- Coppa America: 2

Brasile 2021, Stati Uniti 2024
- Coppa dei Campioni CONMEBOL-UEFA: 1

Finalissima 2022
- Campionato mondiale: 1

Qatar 2022